# Дела милосердия

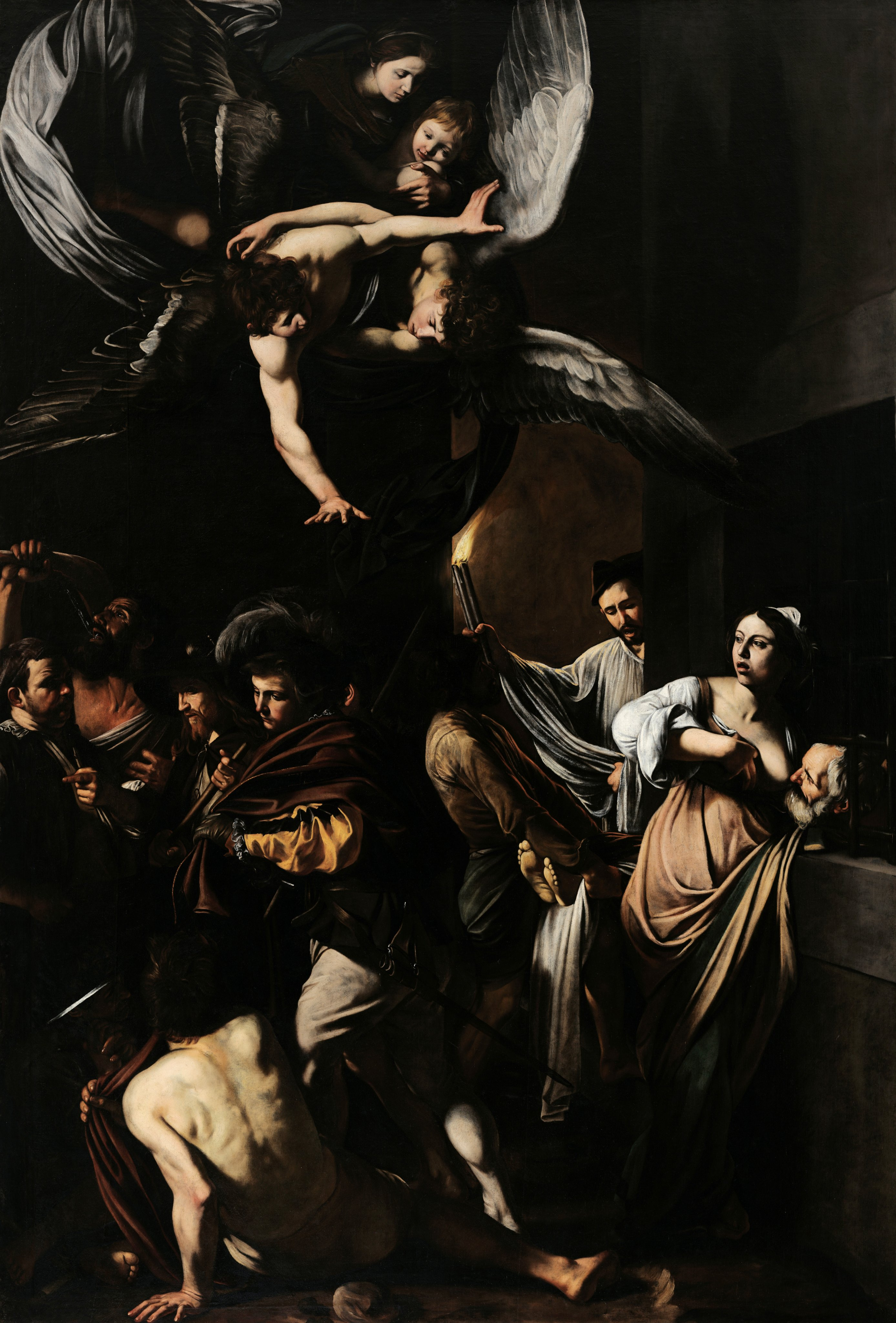
«Семь деяний милосердия»,
Караваджо, 1607

Дела милосердия (иногда также акты милосердия) — вид христианских поступков. Дела милосердия исполняются в христианстве и в воздаяние грехов, и из любви к ближнему.

## Телесные и духовные дела милосердия
Дела милосердия традиционно разделены на две категории, каждая из семи дел:
1. «Телесные дела милосердия», которые касаются удовлетворения материальных потребностей других людей.
2. «Духовные дела милосердия», которые касаются духовных потребностей других людей[1][2][3].

В энциклике папы Иоанна Павла II Dives in Misericordia от 30 ноября 1980 года заявляется, что Иисус Христос учил, что человек не только получает и испытывает милосердие Божие, но что он также призван «практиковать милосердие» по отношению к другим людям. С делами милосердия связано понятие о Божьем милосердии, описанное в «Дневнике» святой Фаустины Ковальской.

## Семь телесных дел

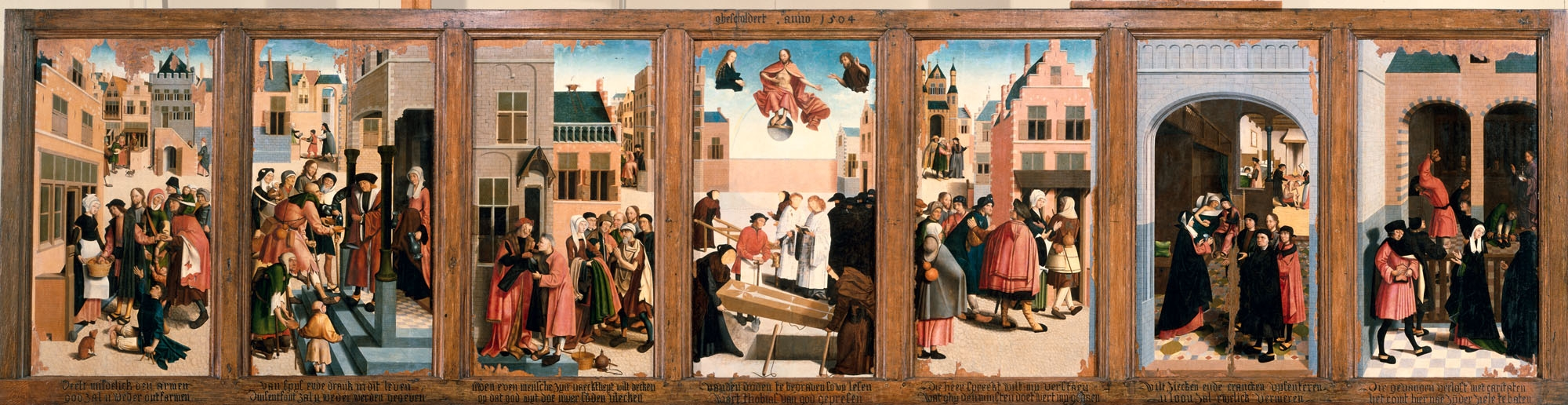
«Семь дел милосердия»,
Мастер из Алкмара, 1504

Телесные дела милосердия — это те, которые направлены на удовлетворение телесных потребностей других людей. В притче Христа о страшном суде (Матфей, 25:3—40) перечислены шесть дел милосердия, выполнение которых ведёт ко спасению, а невыполнение — к осуждению. Седьмое дело милосердия, — захоронение мёртвых, было введено одним из Отцов Церкви, Лактанцием, с опорой на книгу Товита (Товит, 1:17—20). К телесным делам причисляют:
1. Накормить голодного.
2. Напоить жаждущего.
3. Одеть нагого.
4. Приютить бездомного.
5. Посетить больного.
6. Выкупить пленного (или также посетить заключённого).
7. Похоронить мёртвого.

## Семь духовных дел

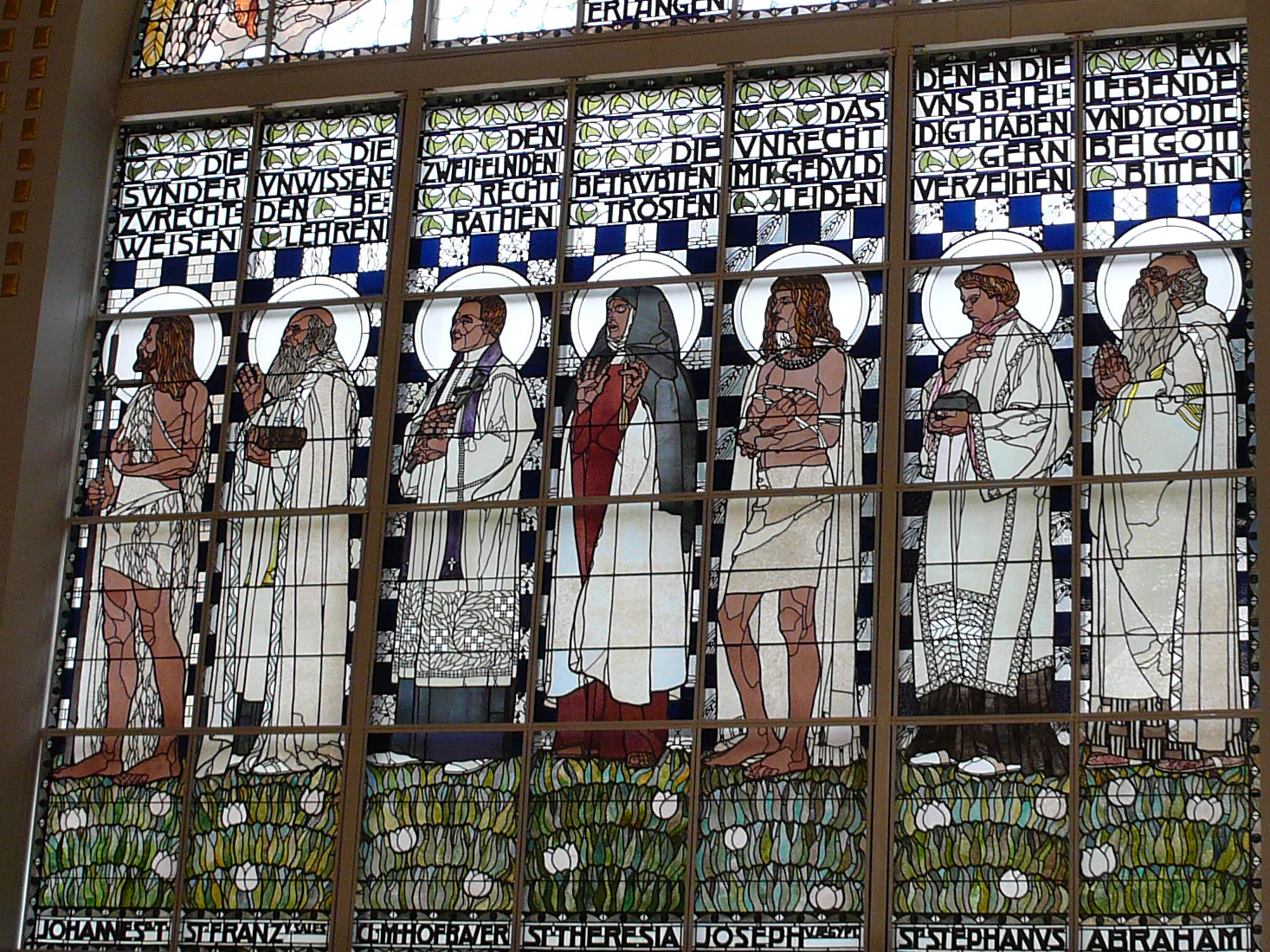
«Семь духовных дел»,
Витраж в церкви Ам Штайнхоф

Телесные дела милосердия направлены на облегчение материальных страданий, а духовные дела — на облегчение душевных страданий. К духовным делам милосердия традиционно причисляют:
1. Научить незнающего.
2. Наставить сомневающегося.
3. Увещевать грешника.
4. Простить обидевшего.
5. Не воздавать злом злому.
6. Утешить страждущего.
7. Молиться о ближнем.

В католицизме, хотя духовные дела вменяются в обязанность всем верующим, в отдельных случаях человек может не обладать качествами, необходимыми для выполнения четырёх из семи духовных дел милосердия (обучение незнающих, советы сомневающимся, увещевание грешников и утешение печальных). Для выполнения этих дел может потребоваться высокий уровень авторитета и знаний или особое чувство такта. Остальные три дела (прощение обид, добровольное прощение зла, молитвы за ближних) считаются безоговорочно обязательными для всех верующих.

## В методизме
Методистская церковь учит, что дела милосердия — это и средства благодати, которые ведут к святости, и способ освящения. В учении методистов акты милосердия рассматриваются как благоразумный путь к благодати. Наряду с трудами благочестия они необходимы для перехода верующего к христианскому совершенству.

## В искусстве
Художественные изображения дел милосердия известны по крайней мере со второй половины XI века. Первым из известных изображений является картина «Страшный суд», ныне хранящаяся в Ватикане, написанная между 1061 и 1071 годами, вероятно, для монастыря сестёр Святой Марии в Кампо-Марцио. Сто лет спустя шесть дел, указанных у Матфея, были представлены на воротах в северном фасаде Кафедрального собора Базеля.
Семь дел милосердия являются одним из распространённых сюжетов в религиозном искусстве. В некоторых произведениях семь дел аллегорически противопоставляются семи смертным грехам (алчность, гнев, зависть, уныние, похоть, чревоугодие, гордыня).

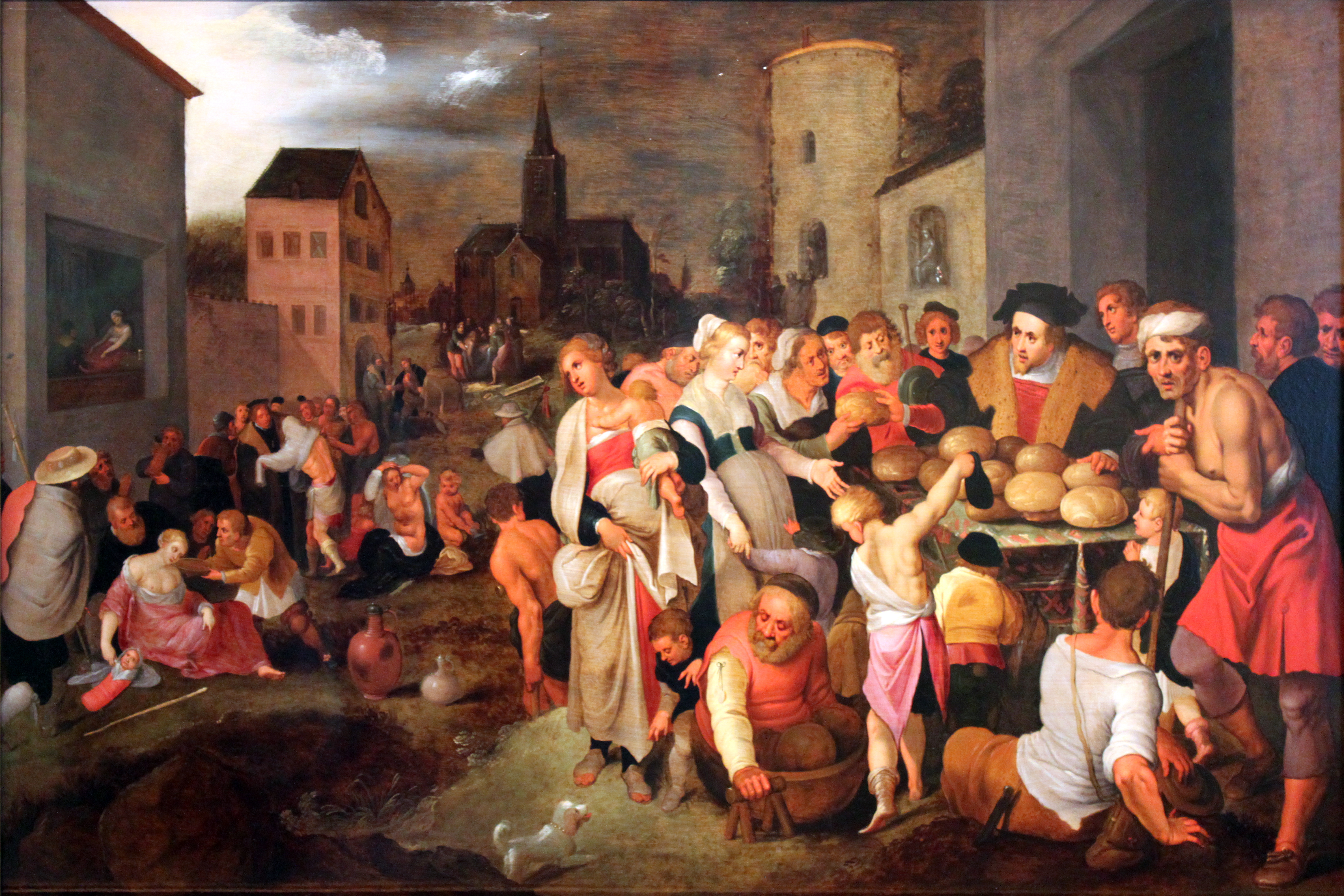
Семь дел милосердия Франкен Младший, 1605 Немецкий исторический музей
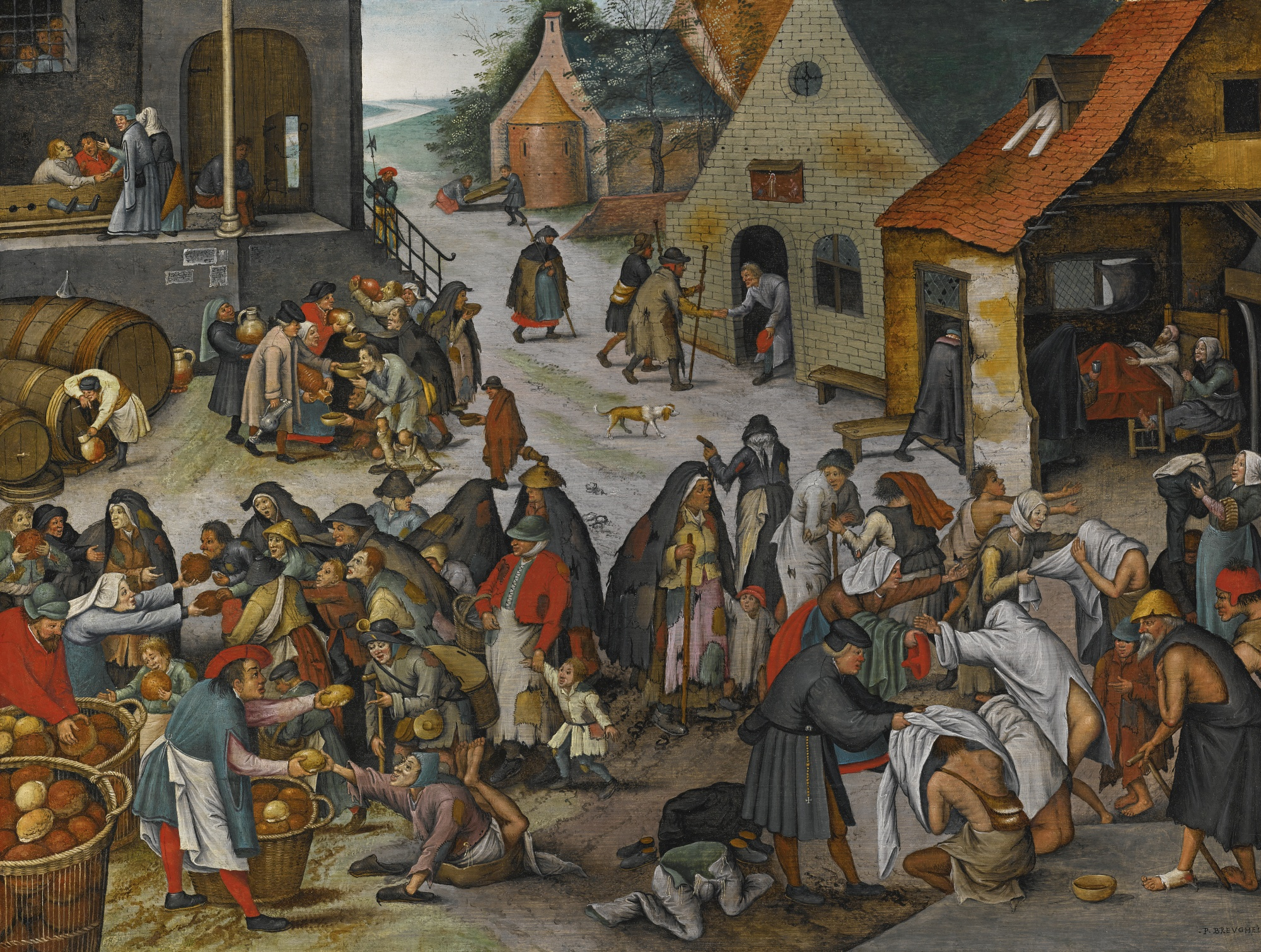
Семь дел милосердия Питер Брейгель Младший, после 1616
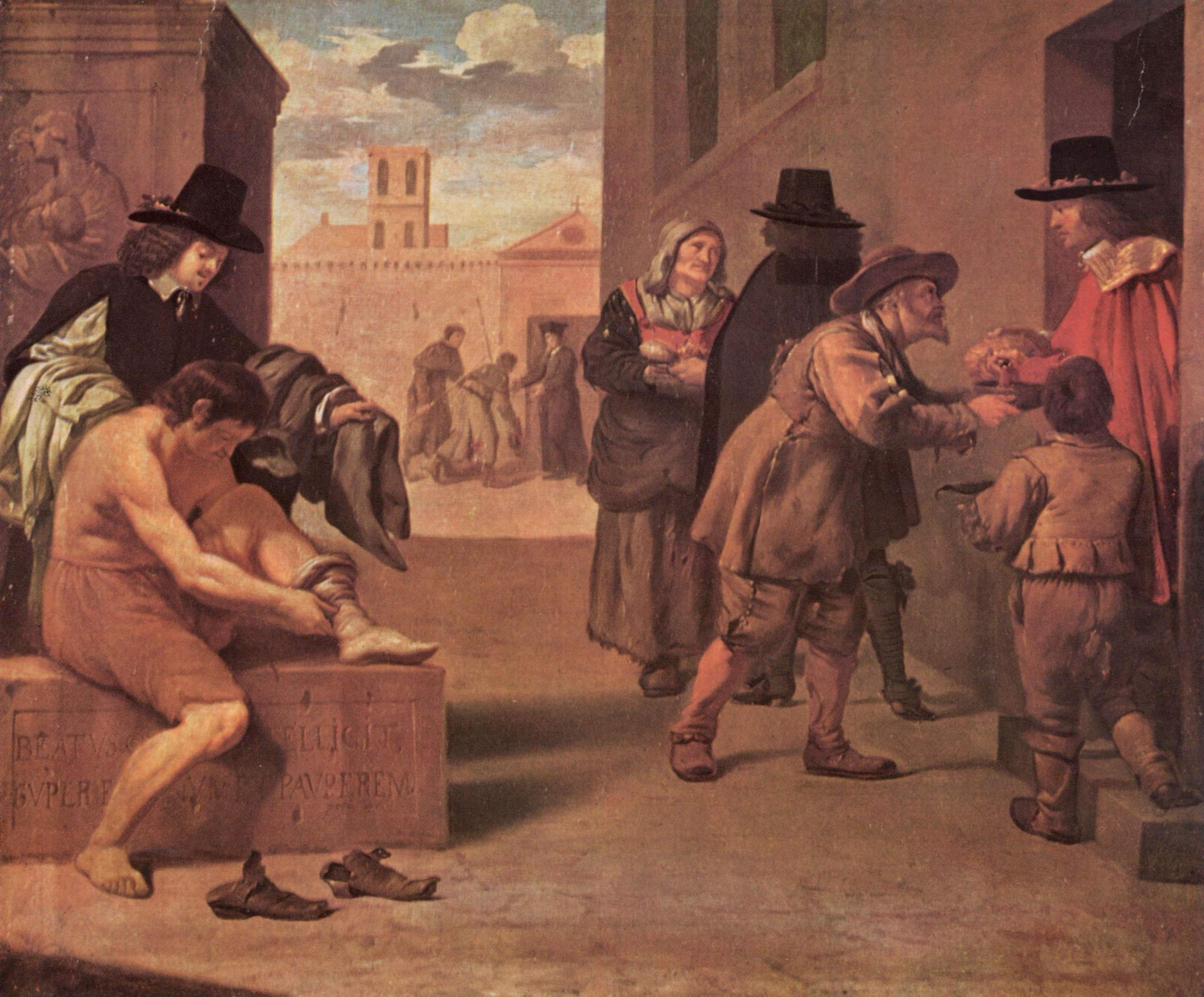
Дела милосердия Пьер Монталье[англ.], 1680
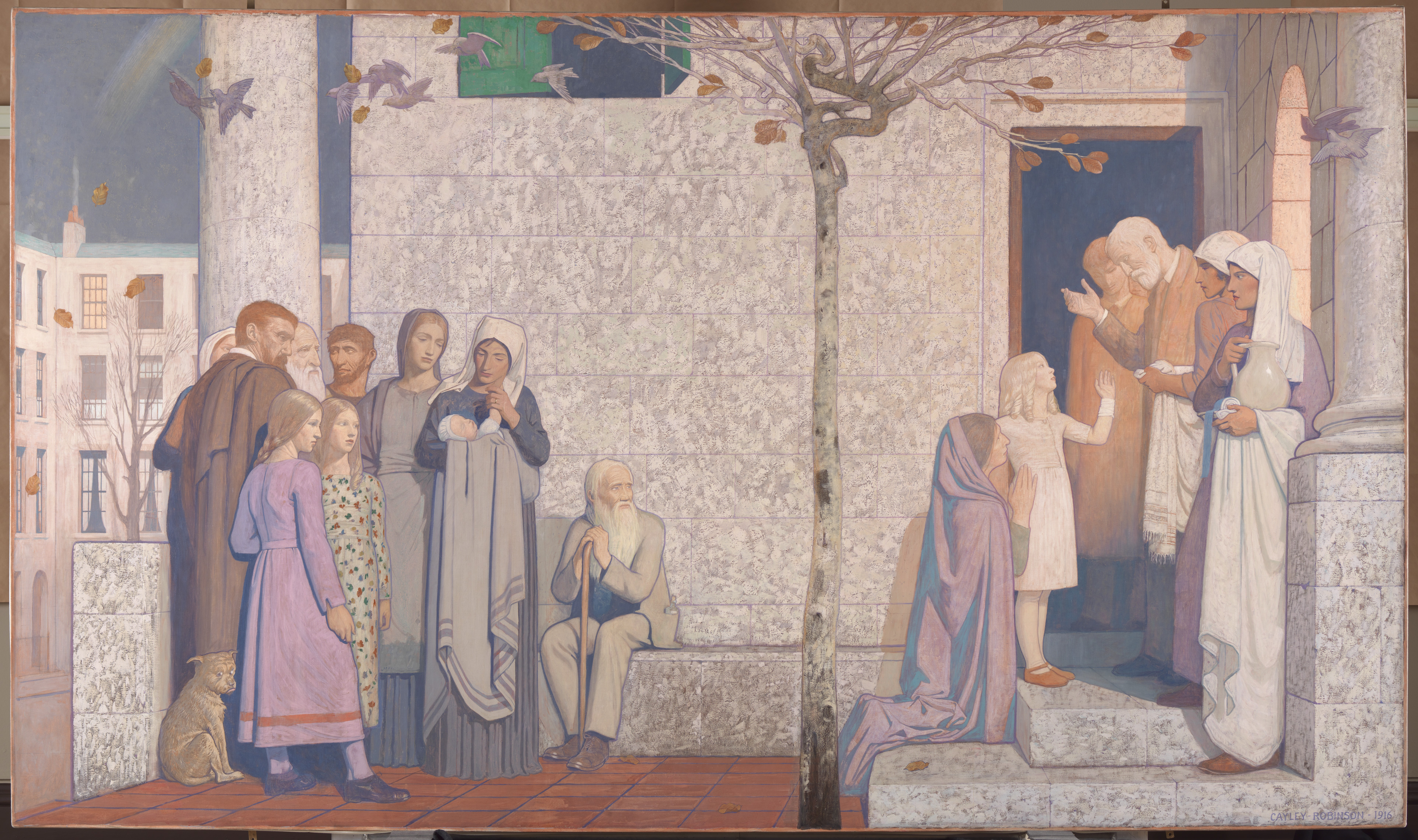
Фредерик Кейли Робинсон. «Доктор» из полиптиха «Дела милосердия», 1915—1920. Правая часть